# 幾乎裸體派對事件
2023年12月20日至22日，俄羅斯網紅、博主兼電視節目主持人娜斯佳·伊夫列耶娃在莫斯科舉行一場名為「幾乎裸體派對」（Almost Naked Party）的活動，吸引了不少俄羅斯明星到場。這場活動卻引發巨大的爭議，親普京宣傳者批評該活動不恰當，認為這樣的派對對在俄烏戰爭中犧牲的俄羅斯軍人不敬，而且還傳播LGBTQ+的觀念。許多派對嘉賓不得不出來道歉，有些人甚至被起訴。
俄羅斯總統弗拉基米爾·普京也反對這場派對。儘管參加派對的明星們一向都是普京的擁護者，從不表露對其不滿。

## 事件
此活動是一個聖誕節化妝派對，於2023年12月20日至22日在莫斯科的Mutabor夜店舉行。第一晚（12月20日），是獨家門票，價格為11000美元。而第二晚（12月21日）則對一般公眾開放，收費為2500盧布。派對一直持續到22日。
這個派對的建議著裝要求是「幾乎裸體」，許多參加者穿著極少的衣服，女性則以內衣為主題的裝扮。
在派對中，俄羅斯說唱歌手瓦西奧（英語：Vacio）穿著訓練鞋，只在陰莖套上襪子。而伊夫列娃表示她的服裝上佩戴了價值2300萬盧布的鑽石和祖母綠。

## 參與名人
這場派對的嘉賓都是一些親普京的名人，他們在俄羅斯入侵烏克蘭之後再沒有離開過俄羅斯，而且大多數涉事名人因支持入侵而被烏克蘭制裁。其中包括：
- 納斯蒂亞·伊夫列娃，她是這場派對的發起人，網紅、博主、演員兼電視節目主持人[6][9]；
- 安娜·阿斯蒂，歌手，出生在烏克蘭，後來移民到俄羅斯並加入俄羅斯國籍[10][11]；
- 季馬·比蘭，歌手兼演員，曾經兩次代表俄羅斯參加歐洲歌唱大賽，並在2008年獲得冠軍[6][12]。他是普京的忠實支持者，曾經在他的集會上表演[13]；
- 菲利普·基爾科羅夫，歌手，他出生在保加利亞，有亞美尼亞血統[14]。他是俄羅斯最成功和最有影響力的藝人之一[15]；
- 吉甘（俄语：／英語：），說唱歌手[5]；
- 格魯科扎（俄语：／英語：），歌手[7]；
- 洛麗塔·米利亞夫斯卡婭（俄语：Лолита Милявская），歌手兼演員[10]；
- 克謝尼婭·索布恰克，電視節目主持人兼社交名媛，有傳言說她是普京的教女[2]；
- 瓦西奧，說唱歌手[6][2]。

## 對事件的譴責
此活動的影片在社交媒體上廣泛傳播，引起了親戰派評論員，包括電視宣傳員弗拉基米爾·索洛維約夫、國家官員、政治人物和俄羅斯正教會的批評。據報導指，普京對這個活動感到不滿，要求嚴懲，並贊同對事件的批評。這事件遂成為了一個件公共醜聞，並在幾天內主導俄羅斯的新聞報導。
批評者說這個活動是對在烏克蘭作戰的俄羅斯士兵之侮辱，而且這個活動宣揚在俄羅斯法律下非法的LGBTQ+價值觀。據報導指，駐紮在烏克蘭的士兵對這個活動表示不滿。
在派對後的兩天，瓦西奧因為「擾亂社會治安」被判處15天的監禁，並因為「宣揚非傳統的性關係」被罰款20萬盧布。
俄羅斯聯邦稅務局開始調查伊夫列娃的財務狀況。她還被一些人告上法庭，要她賠償10億盧布的「精神賠償」，而這筆錢會捐給退伍侵烏俄軍。
許多參加者的演唱會和廣告合約都被取消。伊夫列娃被手機公司MTS終止合作關係。她結果將派對的收入捐給慈善機構。
BBC新聞指出，這種譴責聲浪反映俄羅斯當權者在烏克蘭戰爭沒有取得預期成果時，需要找一些替罪羊的心態。反對派人士馬克西姆·卡茨（俄语：Макси́м Кац）說：「這是很久以來第一次，這個體制開始對付那些只要不影響自己就會遵守體制所有規則的人。」皮約特爾·紹爾（Pjotr Sauer）在《衛報》上寫道，這是「目前最鮮明的例證之一，展現弗拉基米爾·普京是如何把這個國家帶向保守和反自由的道路。」

## 對譴責的回應
伊夫列娃、基爾科羅夫、米利亞夫斯卡婭和索布恰克等人在社群媒體上道歉。
伊夫列娃一開始對這些指責不以為然，但後來上傳了一份兩段式的道歉影片。
基爾科羅夫辯稱他只是短暫地出席了這個活動。比蘭強調他穿著保守，不對別人的穿著負責。米利亞夫斯卡婭說這個派對是一個「藝術創作」。

## 另見
- 裸體派對